# Evangelischer Verein für die Schneller-Schulen
Der Evangelische Verein für die Schneller-Schulen e.V. (EVS) ist ein eingetragener Verein. Die Geschäftsstelle hat ihren Sitz in Stuttgart.
Der EVS unterstützt und begleitet die Arbeit der Johann-Ludwig-Schneller-Schule im Libanon (Khirbet Kanafar) und der Theodor-Schneller-Schule in Jordanien (Amman).
Der EVS gehört zu den 28 Mitgliedern der Evangelischen Mission in Solidarität e.V. (EMS). Die EMS ist ein Zusammenschluss von 23 Kirchen und fünf Missionsgesellschaften in zehn Ländern in Asien, Afrika, dem Nahen Osten und Europa. Sie setzt sich ein für weltweite Mission und kirchliche Zusammenarbeit.

## Geschichte
Im Jahr 1860 beauftragte Christian Friedrich Spittler den aus Württemberg stammenden Johann Ludwig Schneller, ein Waisenhaus in Jerusalem zu gründen. Es sollten christliche Kinder, die bei den Religionsunruhen im Libanon und Syrien ihre Eltern verloren hatten, aufgenommen werden. Schneller reiste in die damalige Provinz Syrien und kam im November 1860 mit neun Kindern nach Jerusalem. Dies war der Anfang des Syrischen Waisenhauses.
1889 wurde der „Evangelische Verein für das Syrische Waisenhaus“ mit Sitz in Köln gegründeten, um die Einrichtungen im Nahen Osten zu begleiten und zu fördern. Mithilfe der Spenden aus Deutschland wurde das Waisenhaus immer weiter ausgebaut. Ende des 19. Jahrhunderts beherbergte das Syrische Waisenhaus bereits über 200 Kinder. Nach dem Tod Johann Ludwig Schnellers im Jahr 1896 führte sein Sohn Theodor und später sein Enkel Hermann das Waisenhaus weiter. Zu Beginn des Zweiten Weltkrieges wurde die deutsche Anstalt in Jerusalem jedoch geschlossen und durfte auch nach der Neugründung des Staates Israel im Jahr 1948 nicht fortgeführt werden.
Die Söhne Theodor Schnellers entschieden, die Arbeit in den arabischen Nachbarstaaten fortzuführen. Hermann ging im Jahr 1951 mit sieben Kindern zunächst nach Amman und schließlich in die libanesische Bekaa-Ebene. Unweit von Zahlé, in Khirbêt Qanafâr (Khirbet Kanafar), konnte am 24. März 1952 die Johann-Ludwig-Schneller-Schule (JLSS) eröffnet werden. Sie wird heute von der Evangelischen Nationalkirche von Beirut (NECB) getragen.
Ernst Schneller, der 1949 die Leitung des Evangelischen Vereins für das Syrische Waisenhaus in Köln von seinem Onkel Ludwig Schneller übernahm, gehörte zu den Initiatoren der Theodor-Schneller-Schule (TSS) im jordanischen Amman am 11. November 1966. Dazu ging er von Köln nach Amman. Die Trägerschaft der TSS liegt heute beim Bischof der Episkopalkirche von Jerusalem und dem Nahen Osten.
Im Jahr 1994 wurde der Evangelischen Verein für das Syrische Waisenhaus in „Evangelischer Verein für die Schneller-Schulen e.V.“ umbenannt.
Aktuell hat der Verein 296 Mitglieder.

## Tätigkeitsbereiche
Der EVS unterstützt und fördert die Arbeit der Schneller-Schulen im Nahen Osten sowie die dazugehörige Arbeit in den Kirchengemeinden und die Betreuung der Freundeskreise.
Die Aufgabe besteht insbesondere darin, in den Schneller-Schulen bedürftigen Kindern Erziehung sowie schulische und berufliche Ausbildung zu ermöglichen. Dies geschieht dadurch, dass er die Trägerkirchen in ihrer Verantwortung begleitet und zur Weiterentwicklung der Schulen beiträgt.
Der Verein ist ein Gründungsmitglied der Evangelischen Mission in Solidarität (EMS) und versteht seine Arbeit als Teil der weltweiten ökumenischen Beziehungen in der EMS-Gemeinschaft. Der EVS arbeitet daher eng mit der Geschäftsstelle der EMS, den Leitungen der EMS-Mitgliedskirchen im Nahen Osten sowie der Schneller-Schulen zusammen. Außerdem koordiniert der Verein seine Unterstützung mit dem Schweizer Verein für die Schneller Schulen im Nahen Osten (SVS) und den Freundeskreisen in den Vereinigten Staaten von Amerika.

## Die Schneller Stiftung – Erziehung zum Frieden
Am 11. November 2007 hat der EVS die „Schneller Stiftung - Erziehung zum Frieden“ gegründet. Die Erträge sollen die Zukunft der beiden Schneller-Schulen langfristig absichern. Bei der Gründung lag das Stiftungskapital bei 1.085.000 Euro. Durch zahlreiche Zustiftungen konnte es bis auf fast zwei Millionen Euro erhöht werden (Stand: 2019).
Wie bei einer Stiftung üblich dürfen nur die Erträge der Zustiftungen für die Arbeit der Schneller-Schulen verwendet werden. Insbesondere die christliche Friedenserziehung, wie sie heute an den beiden Schulen praktiziert wird, soll dadurch gefördert werden. Das friedliche Zusammenleben und die gegenseitige Toleranz der unterschiedlichen Religionen und Traditionen ist ein wesentliches Erziehungsziel der Schulen.

## Das Schneller-Magazin
Das Schneller–Magazin erscheint vier Mal im Jahr auf Deutsch und Englisch. Es werden aktuelle Themen aus der arabischen Welt beschrieben und mit dem Leben der Schüler an den beiden Schulen verknüpft. Einen besonderen Schwerpunkt legt das Schneller–Magazin auf die Situation von Christen im Nahen Osten. Das Magazin wird in Zusammenarbeit mit den Schuldirektoren vor Ort produziert und von Katja Dorothea Buck und Dr. Uwe Gräbe redaktionell bearbeitet.
Das Magazin hat eine Auflage von 12.000 Stück (Stand:2019).